# جيروم إيرفينغ رودال
كان جيروم إيرفينغ رودال (/ˈroʊdeɪl/ ؛  16 أغسطس 1898-8 يونيو 1971) ناشرًا ومحررًا ومؤلفًا وكاتبًا مسرحيًا ومؤسس شركة رودال المتحدة. كان من أوائل المدافعين عن الزراعة المستدامة والزراعة العضوية في الولايات المتحدة. كمؤلف اشتملت أعماله على العديد من المجلات والكتب، بما في ذلك الكتب التي ألفها عدة مؤلفين، حول موضوع الصحة. أشاع مصطلح «عضوي» كمصطلح لزراعة الغذاء بدون مبيدات الآفات. نشر رودال أيضًا أعمالًا حول مواضيع أخرى، بما في ذلك «معجم المرادفات».
توفي رودال بعد إصابته بنوبة قلبية قاتلة أثناء ظهوره كضيف في حلقة من برنامج ديك كافيت. ولم يتم بث الحلقة. نُقل رودال إلى مركز مستشفى روزفلت وأعلن وفاته لدى وصوله عن عمر يناهز 72 عامًا.

## سيرة شخصية
وُلد رودال في مانهاتن في 16 أغسطس 1898، لأب بقال يهودي أرثوذكسي، ونشأ في الجانب الشرقي الأدنى. كان اسم ولادته كوهين، وهو الاسم الذي أُطلق على والده عند وصوله إلى الولايات المتحدة، وهو لقب مشترك يُمنح لليهود الذين وصلوا إلى جزيرة إليس (اسم عائلته الأصلي هو لاتشوفسكي). وبسبب علاقته السيئة مع والده؛ قام بتغيير اسمه الأخير إلى «رودال»، نسبة لاسم والدته الأوسط اليهودي قبل الزواج؛ «رودا». عمل كمحاسب لمدينة نيويورك منذ عام 1917 وحتى العام 1920، وعمل في دائرة الإيرادات الداخلية منذ 1920 إلى 1921. شارك رودال وشقيقه جوزيف في تأسيس شركة رودال الصناعية، وهي شركة لتصنيع المعدات الكهربائية في نيويورك عام 1923. تزوج من آنا أندروز عام 1927؛ وتوفيت عام 2000 عن عمر ناهز الـ 95 عاماً. أنجبا ثلاثة أطفال وهم: روبرت رودال (1930-1990)، نينا رودال (التي تزوجت من روبرت هيل هورستمان ثم تزوجت من آرثر هوتون)،  وروث رودال.
كان رودال مهتمًا بالفعل بصحته في ذلك الوقت؛ إذ كان يعاني من نفخات قلبية متكررة -أو ما يسمى لغط القلب- ورُفض من الجيش في الحرب العالمية الأولى بسبب ضعف بصره. وللتحسين صحته قرأ أعمال برنار ماكفادين  واخترع جهازًا للتمارين الرياضية.
قام الأخوان رودال بنقل شركة رودال الصناعية إلى مدينة بيت لحم، في ولاية بنسلفانيا الأمريكية. في عام 1930 ولخفض التكاليف خلال فترة الكساد أسس مطبعة رودال؛ لتسويق الكتب والمجلات. مستلهماً من مواجهته لأفكار ألبرت هوارد، تولد لديه اهتمام بالترويج لنمط حياة صحي ونشط يركز على الأطعمة المزروعة عضوياً، فأنشأ مزرعة رودال العضوية التجريبية للبستنة في عام 1940.   في عام 1942، بدأت مطبعة رودال بنشر مجلة الزراعة العضوية والبستنة، والتي تروج للزراعة العضوية. وتمت إعادة تسميته لاحقًا بالبستنة العضوية. بالنسبة لرودال، كانت الزراعة والصحة لا ينفصلان؛ فقد شعر أن التربة تتطلب سمادًا طبيعيًا وتخشى مبيدات الآفات والأسمدة المصنعة؛ وأوضح أن النباتات التي تزرع في مثل هذه التربة ستساعد الناس على البقاء بصحة أفضل.
من أنجح مشاريع رودال كانت مجلة Prevention -بالعربية تعني الوقاية-، التي تأسست عام 1950، والتي تروج للوقاية من الأمراض بدلاً من محاولة علاجها لاحقًا.  إذ كانت رائدة في العودة إلى الحبوب الكاملة، والحلويات غير المكررة، واستخدام القليل من الدهون في تحضير الطعام، والعلاجات الشعبية، والأدوية العشبية، والرضاعة الطبيعية. كما شجعت على استهلاك كميات أعلى من المعتاد من المكملات الغذائية وتجنب النيكوتين والكافيين. عارض رودال استهلاك الحليب والسكر، وألقى باللوم عليهما في العديد من الأمراض. لم يكن نباتيًا وكثيرًا ما شجب النظام النباتي.
كان رودال أيضًا كاتبًا مسرحيًا، يدير مسرح سيسيلوود في فيشكيل ، نيويورك، ومسرح رودال خارج برودواي في 62 إيست فورث ستريت في إيست فيليدج. وشملت مسرحياته Toinette (1961) و The Hairy Falsetto (1964).  

### وفاته
توفي جيروم رودال في الثامن من شهر يونيو عام 1971 بنوبة قلبية عن عمر ناهز 72 عامًا بينما كان ضيفًا في وقت مبكر من المساء في برنامج ديك كافيت شو. وكان من المقرر أن يتم بث الحلقة في وقت لاحق من ذلك المساء. وقد كان رودال قد صرح خلال مقابلته التي انتهت لتوها في البرنامج: «أنا بصحة جيدة لدرجة أنني سقطت على سلالم طويلة أمس وضحكت طوال الطريق»، وقال أيضاً «لقد قررت أن أعيش مائة عام،» و«لم أكن بحال أفضل من حالي الآن في حياتي!»  كما قال سابقًا: «سأعيش حتى 100 عام، إلا إذا دهسني سائق سيارة أجرة مغرم بالسكر.»  
بعد مقابلته بقي رودال على خشبة المسرح وجلس على أريكة بجانب الشخص الذي سيجري مقابلتة بعده، بيت هاميل كاتب العمود في نيويورك بوست. ووفقًا لما قاله ديك كافيت، فإن هاميل لاحظ أن رودال قد فقد وعيه على ما يبدو، وانحنى إلى كافيت، وقال: «هذا يبدو سيئًا». ثم قيل أن كافيت سخرقائلاً: «هل نشعرك بالملل يا سيد رودال؟»؛ كافيت نفسه نفى «بشكل قاطع» قوله هذا، على الرغم من أن آخرين كانوا في الاستوديو يتذكرونه. بعد ذلك بوقت قصير سأل كافيت عما إذا كان هناك أي أطباء في الحضور. اندفع طبيب باطني وجراح عظام -كلاهما في فترة الإقامة- إلى المسرح وحاولا إنعاش رودال من خلال الإنعاش القلبي الرئوي. أثناء ظهوره في برنامج The Tonight Show بطولة جوني كارسون الذي تم بثه في 5 فبراير 1982، قال كافيت إن «رجال الإطفاء من الجانب الآخر من الشارع» حضروا أيضًا رودال. وعلى الرغم من أن مخطط كهربية القلب استمر في إظهار نشاط القلب، إلا أنه لم يمكن اسعاف رودال، وتم إعلان وفاته فور وصوله إلى مستشفى روزفلت.  لم يتم بث الحلقة مطلقًا، على الرغم من أن كافيت قد حكى القصة على مسمع العامة، كما نشرها على مدونته. 
وصف الخبراء الطبيون رودال بأنه مروج للشعوذة.  على سبيل المثال اعتبر رودال أن السكر من «أسباب الجريمة»، وألقى باللوم على استهلاك الخبز في أمراض مختلفة بما في ذلك التهاب الشعب الهوائية والالتهاب الرئوي. كما كان يعتقد أن مستهلكي مشروبات الكولا سيصبحون عقيمين. 
كان رودال مناهضًا للتلقيح. كما أدلى بادعاءات مشكوك فيها بشأن السرطان. قال رودال في كتابه الأشخاص السعداء نادرًا ما يصابون بالسرطان (1970): «الزنوج يصابون بسرطان أقل من البيض؛ لأن الزنوج هم عرق سعيد. صحيح أن لديهم مشكلة التمييز العنصري، ولكن لكون العرق الزنجي ما هو عليه، أعتقد أن الزنجي يغني بنفس الطريقة، ولن يترك التمييز العنصري يثبط معنوياته بقدر ما قد تفعله مشكلة مماثلة للشخص الأبيض.» 
أفيد أن رودال تناول سبعين مكمل غذائي كل يوم. وقد تعرض لانتقادات بسبب الترويج لادعاءات لا أساس لها حول مكملات الفيتامينات. علق ستيفن باريت من كواكواتش بأن مجلة Prevention مليئة «بالهراء الذي يروج للمكملات الغذائية... العديد من المقالات تحتوي على ادعاءات علاجية من شأنها أن تكون غير قانونية على ملصقات المنتجات.» 
أشارت موسوعة أكسفورد للطعام والشراب في أمريكا إلى أن المؤسسة الزراعية «رفضت رودال باعتباره دجالًا، ومهووسًا، ومزعج كذبابة، وعابدًا للروث.» 

## ميراث
بعد وفاة رودال، أدار نجله روبرت رودال دار النشر حتى وفاته في حادث سيارة في عام 1990.  تضمنت إدارته تحرير مجلة Prevention ذات الانتشار الواسع. وقد شارك روبرت في دورة الألعاب الأولمبية في الرماية بالبندقية وتم إدراجه في قاعة مشاهير الدراجات في الولايات المتحدة في عام 1991.
أصبحت ماريا رودال، حفيدة رودال، رئيس مجلس الإدارة والرئيس التنفيذي لشركة رودال المتحدة. وهي تعزو اهتمامها بحركة الأغذية العضوية إلى نشأتها في أول مزرعة عضوية معتمدة في أمريكا.
في أكتوبر 2017، أعلنت شركة Hearst Corp العملاقة الإعلامية في نيويورك أنها ستستحوذ على مجلة وكتاب شركة Rodale Inc. البالغة من العمر 90 عامًا مقابل سعر لم يكشف عنه.

## كتب
- دفع الأوساخ: الزراعة والبستنة بالسماد ، 1945.
- الباحث عن المرادفات ، 1978.(ردمك 978-0-87857-236-6)
- كيفية زراعة الخضار والفواكه بالطريقة العضوية ، 1961.171305OCLC 171305
- الباحث عن الكلمات ، 1947.(ردمك 978-0-87857-138-3)رقم ISBN 978-0-87857-138-3174829
- موسوعة البستنة العضوية .5288851OCLC 5288851
- نشارة الحجر في الحديقة .
- خضروات .
- The Healthy Hunzas ، 1948، رودال للنشر، بيت لحم، بنسلفانيا. 255 ص.
- هل نحن حقا نعيش أطول؟
- التهاب المفاصل والروماتيزم وآلام الظهر .
- السرطان: الحقائق والمغالطات .
- الأشخاص السعداء نادرًا ما يصابون بالسرطان، 1970.
- الكتاب الكامل لانتاج السماد.
- The Hairy Falsetto: هجاء اجتماعي هزلي من فعل واحد .
- الكتاب الكامل للفيتامينات ، 1966.804785OCLC 804785
- الطريقة الطبيعية لتحسين البصر 1966.
- البروستاتا 1967، رودال بوكس، إنك، عمواس، بنسلفانيا. D-739 ؛ هارالد توب، مصمم ومحرر؛ شركة سويرز للطباعة، لبنان، بنسلفانيا.
- السكر: لعنة الحضارة ، 1967.
- اخفض نبضك وعيش أطول ، 1971.
- المغنيسيوم، المغذيات التي يمكن أن تغير حياتك ، 1978.

## روابط خارجية
- Rodale Press official website
- موقع مجلة Organic Gardening
- موقع مجلة الوقاية